# Draba simonkaiana
Draba simonkaiana är en korsblommig växtart som beskrevs av Jáv. Draba simonkaiana ingår i släktet drabor, och familjen korsblommiga växter. Inga underarter finns listade i Catalogue of Life.